# Maranelle du Toit
Maranelle du Toit (* 31. Dezember 1978) ist eine ehemalige südafrikanische Leichtathletin, die sich auf das Kugelstoßen spezialisiert hat.

## Sportliche Laufbahn
Erste internationale Erfahrungen sammelte Maranelle du Toit vermutlich im Jahr 1997, als sie bei den Juniorenafrikameisterschaften in Ibadan mit einer Weite von 15,70 m und mit 44,20 m jeweils die Silbermedaille im Kugelstoßen sowie im Diskuswurf gewann. 1999 belegte sie bei der Sommer-Universiade in Palma mit 15,77 m den siebten Platz im Kugelstoßen und gewann anschließend bei den Afrikaspielen in Johannesburg mit 16,45 m die Bronzemedaille hinter der Nigerianerin Vivian Chukwuemeka und ihrer Landsfrau Veronica Abrahamse gewann. 2003 belegte sie bei den Studentenweltspielen in Daegu mit 16,90 m den vierten Platz im Kugelstoßen und gelangte im Diskusbewerb mit 45,46 m auf Rang 16. 2007 beendete sie dann ihre aktive sportliche Karriere im Alter von 29 Jahren.
In den Jahren 1999, 2003 und 2004 wurde du Toit südafrikanische Meisterin im Kugelstoßen.

## Persönliche Bestleistungen
- Kugelstoßen: 17,30 m, 7. Dezember 2002 in Potchefstroom
- Diskuswurf: 51,04 m, 25. April 2003 in Gqeberha